# Хевель-Эйлот
Хе́вель-Эйло́т (ивр. מועצה אזורית חבל אילות‎, Mo’atza Azorit Hevel Eilot) — региональный совет в Южном административном округе Израиля, население которого составляет всего около 3000 человек. Среднее расстояние между поселениями составляет 19,6 км. Площадь — 2200 км².
В прошлом региональный совет Хевель-Эйлот назывался Южная Арава.

## География
Хевель-Эйлот расположен в засушливом пустынном регионе. В зимнее время года в регионе выпадает крайне низкое количество осадков, а летом температуры периодически поднимаются более 40 °C выше нуля. Растительность и животный мир характерны для пустыни. Большую часть территории регионального совета занимает Национальный Парк Тимна, площадь которого составляет около 60 квадратных километров. Район удалённый от центра страны не является частью общеизраильской системы водоснабжения, таким образом пресная вода используемая для питья и орошения добывается посредством опреснения воды из Красного моря на опреснительных установках компании «Мекорот».
Территория регионального совета Хевель-Эйлот ограничена:
- На севере: Средняя Арава, региональный совет Средняя Арава
- На юге: Эйлат, граница с Египтом
- На востоке: граница с Иорданией
- На западе: граница с Египтом, центральный Негев

## Населенные пункты
В региональный совет входят 12 населенных пунктов: 10 кибуцев и 2 поселения.

### Кибуцы
- Эйлот (אילות)
- Элифаз (אליפז)
- Грофит (גרופית)
- Кетура (קטורה)
- Лотан (לוטן)
- Неот-Смадар (נאות סמדר)
- Неве-Хариф (נווה חריף)
- Самар (סמר)
- Йотвата (יטבתה)
- Яэль (יהל)

### Поселения
- Беэр-Ора (באר אורה)
- Шахарут (שחרות)

## Население
По статистическим данным Центрального статистического бюро Израиля население регионального совета на 2024 год составляет 4 936 человек.
Прирост населения составляет около 4,3 % в год. По данным Бюро Хевель-Эйлот в 2007 году была присвоена категория 4 из 10 по уровню социально-экономических показателей уровня жизни населения. Средняя заработная плата составляла в 2006 году 5,340 шекелей в месяц, в то время как средняя заработная плата по стране составила на тот период 7,466 шекелей.
В регионе находятся две школы.